# Silas Kiplagat
Silas Kiplagat (ur. 20 sierpnia 1989) – kenijski lekkoatleta, średniodystansowiec.

## Osiągnięcia
| Rok  | Impreza                    | Miejsce    | Lokata     | Konkurencja    | Wynik   |
| ---- | -------------------------- | ---------- | ---------- | -------------- | ------- |
| 2010 | Mistrzostwa Afryki         | Nairobi    | 4. miejsce | bieg na 1500 m | 3:36,74 |
| 2010 | Igrzyska Wspólnoty Narodów | Nowe Delhi | 1. miejsce | bieg na 1500 m | 3:41,78 |
| 2011 | Mistrzostwa świata         | Daegu      | 2. miejsce | bieg na 1500 m | 3:35,92 |
| 2012 | Halowe mistrzostwa świata  | Stambuł    | 6. miejsce | bieg na 1500 m | 3:47,42 |
| 2012 | Igrzyska olimpijskie       | Londyn     | 7. miejsce | bieg na 1500 m | 3:36,19 |
| 2013 | Mistrzostwa świata         | Moskwa     | 6. miejsce | bieg na 1500 m | 3:37,11 |
| 2014 | Halowe mistrzostwa świata  | Sopot      | eliminacje | bieg na 1500 m | 3:39,70 |
| 2015 | Mistrzostwa świata         | Pekin      | 5. miejsce | bieg na 1500 m | 3:34,81 |

Medalista mistrzostw Kenii, ma na koncie także srebrny medal międzynarodowych mistrzostw Holandii w biegu na 10 kilometrów (2009).
Zwycięzca łącznej punktacji Diamentowej Ligi 2012 w biegu na 1500 metrów.

## Rekordy życiowe
- bieg na 800 metrów – 1:44,8 (2012)
- bieg na 1500 metrów – 3:27,64 (2014) 7. wynik w historii światowej lekkoatletyki
- bieg na 1500 metrów (hala) – 3:35,26 (2012)
- bieg na milę – 3:47,88 (2014)
- bieg na milę (hala) – 3:52,63 (2012) rekord Kenii
- bieg na 3000 metrów – 7:39,94 (2010)
- bieg na 3000 metrów (hala) – 7:41,02 (2012)
- bieg na 5000 metrów – 13:54,05 (2017)